# Б-52 (коктейль)

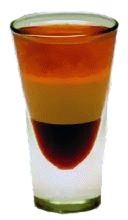
Коктейль Б-52 з трьох шарів.

Б-52 — коктейль, що складається з трьох нашарованих лікерів. У правильно приготовленому коктейлі кавовий лікер (наприклад, Kahlúa), лікер Бейліс і лікер Куантро не змішуються і створюють три добре видних шари. Класифікується як дигестив (десертний). Належить до офіційних напоїв Міжнародної асоціації барменів (IBA), категорія «Напої нової ери» (англ. New Era Drinks).

## Історія
Існує кілька теорій походження коктейлю Б-52. Одна теорія стверджує, що коктейль був створений в барі «Alice» в Малібу, і він названий на честь бомбардувальника Боїнг B-52 «Стратофортресс». Також існують думки, що коктейль був створений в барі «Keg's steakhouse» в Калгарі.

### Варіанти рецепта
- У рівних частках кавовий лікер Kahlúa, вершковий лікер Bailey's Irish Cream і Куантро, налити шарами в лікерну чарку.
- Існує варіант, в якому коктейль підпалюють. Підпалений Б-52 необхідно дуже швидко випити через трубочку.
- Існує варіант, в якому коктейль змішують і подають на льоду.
- Існує варіант Б-52, змішаного в шейкері і поданого в коктейльному келиху.

### Спосіб приготування
Коктейль «Б-52» (B-52) готують методом «білд»: прямо в келих олд фешн на лід, без підпалювання. Наливати шарами в чарку і швидко пити через трубочку палаючу суміш — вигадка російських клубних бартендерів.
Рецепт коктейлю «Б-52» (B-52):
- 15 мл лікеру Калуа
- 15 мл лікеру Бейліз
- 15 мл лікеру Куантро (Трипл-сек)

Налити шарами в чарку і підпалити. Пити швидко через коктейльну трубочку.